# Sem Tob
Sem Tob ben Ishaq ibn Ardutiel (en hebreo: שם טוב בן יצחק אבן ארדוטיאל), más conocido como Sentob, Sento, Rab Shemtov de Cerrion o Sem Tob de Carrión (Carrión de los Condes, Palencia, c. 1290-¿?, c. 1369), fue un poeta hebreo-español del siglo XIV.

## Biografía
Esta denominación, Sem Tob, significa en hebreo 'buen nombre' y era habitual en la Edad Media entre los judíos hispanos.
Sabemos muy poco sobre el autor de los Proverbios morales. Algunos datos podemos extraerlos de su obra. En ella, el autor nos da su nombre (Santo, Santob) y el lugar de donde procedía o donde vivía (Carrión, es decir, Carrión de los Condes, en Palencia).
Frecuentemente junto a su nombre se agrega el apelativo de «rabi» o «rabbi». Esto no significa que haya sido un rabino, pues tal apelativo se aplicaba a las personas que habían recibido un determinado tipo de formación religiosa, la cual comprendía un estudio profundo de la Biblia, el Talmud y el Midrash, por lo cual era necesario el conocimiento del hebreo y del arameo.
Sem Tob fue testigo, como también se advierte por las referencias contenidas en su obra, de los reinados de Alfonso XI (al parecer, tuvo también algún cargo en su reinado) y de su hijo legítimo Pedro I, en quien Sem Tob había depositado sus esperanzas de continuación en la tradición de tolerancia hacia los judíos que arrancaba de la conquista de Toledo por Alfonso VI de Castilla, esperanzas, sin embargo, frustradas. No sabemos si fue también testigo de la lucha fratricida entre Pedro I y su hermano bastardo Enrique de Trastámara, cuyo resultado acarreó tantos trastornos políticos y sociales. En la obra, el autor habla de «guerra» y «mal bolliçio», pero estos no tienen por qué estar referidos a la guerra civil entre Pedro I y Enrique de Trastámara, pues hubo otros conflictos anteriores durante el reinado del primero. Se ha supuesto, basándose en todos estos datos, que el poema se redactó hacia 1350.

## Obra
Es célebre por sus Proverbios morales, cuyo título original es Consejos y documentos al rey don Pedro; el nombre por el cual se los conoce les fue asignado por el Marqués de Santillana, quien revalorizó la obra en ambiente humanístico. Los Consejos, redactados después de 1350, se conservan en cinco códices incompletos.
Uno de ellos, el de Cambridge, abarca 560 coplas y está escrito en caracteres hebreos; el del monasterio de El Escorial es el más extenso, con 686 estrofas, y el códice conquense, que consiste en 219 coplas transcritas en un proceso inquisitorial contra un tal Ferrán Verde, que las sabía de memoria, en 1492. Los otros manuscritos son de importancia secundaria.
El poema está compuesto de versos alejandrinos con rima interna en las cesuras, en realidad cuartetas de heptasílabos que riman a7b7a7b7. La obra, dedicada a Pedro I, puede enclavarse dentro de la tradición sapiencial hebrea (véase también: Literatura sapiencial medieval en España) y se sitúa dentro del mester de clerecía.
La rima de los Proverbios morales presenta la particularidad de que una parte de las rimas está constituida por pares que no riman propiamente en consonante ni en asonante, sino ex homoioteleuton: no rima cada sonido desde la última vocal acentuada ni cada vocal desde la última vocal acentuada, sino los sonidos finales del verso: temen / comen; necio / vicio.
El poema tiene como fuentes la Biblia y la tradición talmúdica. El contenido del poema, insertado entre dos reclamaciones o recuerdos de una deuda contraída por el padre del monarca, versa sobre lo mudables que son las cosas del mundo y recomienda la cautela, la observación y la adaptación a circunstancias adversas. La obra ataca además la codicia excesiva y elogia el saber, el callar frente al hablar («Si fuese el fablar de plata figurado / figurarién callar de oro apurado»), y la escritura; hay también un vituperio de las compañías inoportunas y expresa la indiferencia del mundo para los deseos humanos. Concluye con una defensa del cálamo y una despedida del rey, a quien se recuerda la deuda de su padre.
En Soria, Sem Tob compuso su Debate entre el cálamo y las tijeras (1345), en hebreo. También se conservan diversas poesías, como una Súplica y otras poesías de carácter litúrgico. Tradujo del árabe al hebreo la obra litúrgica Preceptos temporales, de Israel ben Israel. Su última obra, en hebreo, pudo ser el Viddui, oración de penitencia, escrita durante la guerra de Pedro I y Enrique II, ya saqueada la aljama de Toledo. Se tradujo al castellano en 1553.
De su obra más famosa, los Proverbios morales, se han publicado cuatro ediciones modernas: la de 1947, de Ignacio González-Llubera, publicada en Cambridge y destinada al círculo de los especialistas, la de Agustín García Calvo, en 1974, publicada en Madrid por Alianza Editorial (reeditada y corregida por el mismo autor en 2000: Sermón de glosas de sabios y otras rimas, Editorial Lucina), la de S. Shepard, de 1985, publicada en Madrid por la Editorial Castalia, y la de Paloma Díaz-Mas y Carlos Mota, aparecida en la colección letras hispánicas de las Ediciones Cátedra, en 1998.
Hay una traducción al castellano contemporáneo: Santob de Carrión, Proverbios de sabiduría práctica, Oviedo, editorial Sapere Aude, 2014. También es relevante un estudio sobre sus Proverbios y su vida realizado por de Ilia Galán: Orígenes de la filosofía en español (actualidad del pensamiento hebreo de Santob), Madrid, Dykinson, 2013.
Probablemente el fragmento más famoso de los Proverbios morales es este (estrofa 64), citado por el marqués de Santillana:

Non val el açor menos por nacer de mal nido
nin los enxemplos buenos por los dezir judío.

## Homenajes
El Instituto de Educación Secundaria de su localidad natal, Carrión de los Condes, lleva su nombre desde 1993. Además, existe una calle titulada en su honor. También en la ciudad de Palencia se le recuerda en la plaza Rabí Sem Tob.